# Cendrey
Cendrey település Franciaországban, Doubs megyében. Lakosainak száma 200 fő (2022. január 1.). Cendrey Larians-et-Munans, Ollans, Rougemontot, La Tour-de-Sçay és Villers-Grélot községekkel határos.

## Népesség
A település népességének változása:
| Lakosok száma | 187  | 203  | 175  | 180  | 179  | 187  | 191  | 192  | 195  | 200  |
|               | 1968 | 1982 | 1990 | 2006 | 2013 | 2015 | 2017 | 2019 | 2020 | 2022 |